# درازپاییان
درازپاییان (نام علمی: Macropodinae) زیرخانواده‌ای از کیسه‌داران درازپا است که شامل کانگوروها، والابی‌ها، و دیگر گونه‌های مرتبط می‌شود. این زیرخانواده دارای ۱۰ سرده و کمینه ۵۱ گونه است.
سرده‌های زیر تشکیل‌دهنده درازپاییان هستند:
- کانگوروی درختی (کانگوروهای درختی)(۱۲ گونه)
- Dorcopsis (greater dorcopsises)(4 گونه)
- Dorcopsulus (lesser dorcopsises)(2 گونه)
- والابی‌های خرگوشی (hare-wallabies)(4 گونه، ۲ در حال حاضر)
- درازپاها (کانگوروها، والاروها، و والابی‌ها)(۱۶ گونه، ۱۳ در حال حاضر)
- والابی دم‌سوزنی (والابی‌های دم‌ناخنی)(۳ گونه، ۲ در حال حاضر)
- والابی صخره (والابی‌های صخره‌ای)(۱۶ گونه)
- Setonix (کوئوکا)
- فیلاندر (فیلاندرها)(۷ گونه)
- والابی مرداب (والابی مرداب)